# Arthur Rostron

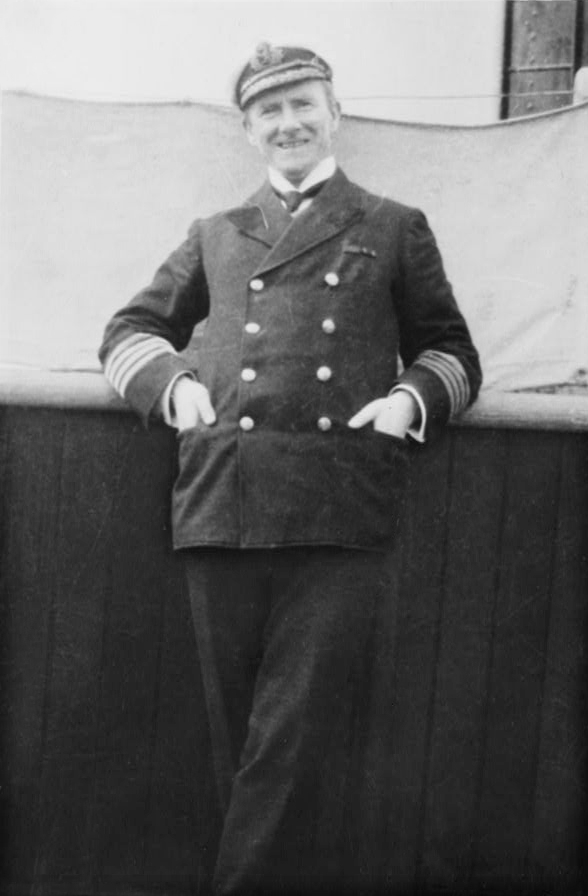
kpt. Arthur Henry Rostron

Arthur Henry Rostron (ur. 14 maja 1869, zm. 4 listopada 1940) – kapitan statku pasażerskiego RMS Carpathia, który pierwszy przybył na miejsce katastrofy RMS Titanic ok. 4:00 15 kwietnia 1912.
Służbę na morzu rozpoczął w wieku 13 lat. W styczniu 1895 podjął pracę dla Cunard Line jako czwarty oficer na statku pasażerskim Umbria. W 1907 został mianowany pierwszym oficerem na RMS Lusitania, ale w przeddzień dziewiczego rejsu Lusitanii przeniesiono go na RMS Bresica, której został kapitanem. Pływał na linii Nowy Jork - Morze Śródziemne. Służył w Royal Navy w okresie wojny rosyjsko-japońskiej. 18 stycznia 1912 został kapitanem RMS Carpathia. 
Skuteczna akcja ratowania rozbitków z Titanica, w trakcie której Arthur Rostron wykazał się doskonałymi umiejętnościami nawigacyjnymi i organizacyjnymi, przyniosła mu sławę. Kapitan zadbał bez zarzutu zarówno o bezpieczeństwo własnego statku w polu lodowym, jak i o jak najszybsze dotarcie na miejsce tragedii oraz o należytą opiekę dla rozbitków. Wykonał kilka spektakularnych gestów: po przyjściu do Nowego Jorku podszedł na miejsce przeznaczone dla Titanica i spuścił tam na wodę podniesione łodzie ratunkowe z zatopionego statku, a równocześnie zadbał o to, aby żaden z dziennikarzy, którzy próbowali przedostać się na pokład Carpathii, nie mógł nękać pytaniami rozbitków. Odznaczony został Amerykańskim Krzyżem Honoru, a wkrótce zaczął otrzymywać bardzo prestiżowe dowództwa, był między innymi kapitanem najszybszego na Atlantyku liniowca RMS Mauretania.   